# مارتورل

مارتورل (به اسپانیایی: Martorell) یکی از شهرهای کوچک ناحیه خودمختار کاتالونیای اسپانیا است. این شهر در نزدیکی بارسلون جای دارد و جمعیت آن برابر با ۲۴٬۵۴۹ نفر و مساحتش ۱۲٫۹۰ کیلومتر مربع است. شرکت خودروسازی سئات در این شهر جای دارد.